# Saša Zagorac
Saša Zagorac (Liubliana), 1 de janeiro de 1984) é um basquetebolista profissional esloveno que atualmente defende o Soproni na Liga Húngara.